# Tabanus brunneus
Tabanus brunneus är en tvåvingeart som beskrevs av Carl Peter Thunberg 1827. Tabanus brunneus ingår i släktet Tabanus och familjen bromsar. Inga underarter finns listade i Catalogue of Life.